# 쌀 (1963년 영화)
"쌀"(Rice)은 한국에서 제작된 신상옥 감독의 1963년 드라마 영화이다. 신영균 등이 주연으로 출연하였다. 제39회 아카데미상의 외국어 부문에 대한민국 자격으로 출품되었으나 후보로 지명되지는 못했다.
영화는 충남 금산군 부리면 방우리에서 촬영되었다.

## 출연

### 주연
- 신영균
- 최은희

### 조연
- 남궁원
- 최결
- 이기홍
- 송일근
- 임동훈
- 박상준
- 한은진
- 고선애
- 한미나
- 최난경
- 한미자
- 김명희
- 반만희
- 오경주
- 김히준
- - 유영숙
- 김연순
- 이명은
- 최소자
- 김연화
- 김해룡
- 정동일
- 트위스트 김
- 정운강
- 김맹환
- 황건
- 신찬일
- 라종택

## 기타
- 제작주임: 정경화
- 조명: 이계창
- 그립: 이형진
- 붐어시스턴트: 이은덕
- 미술: 송백규
- 현상: 김봉수
- 효과: 이상만

## 같이 보기
- 제39회 아카데미상 외국어영화상 출품작 목록